# Centroplacus
Centroplacus é um género monotípico de plantas com flor pertencente à família Centroplacaceae cuja única espécie é Centroplacus glaucinus...